# Abraham de Clarmont
|  | Per a altres significats, vegeu «Abraham». |

Abraham de Clarmont, de Saint-Cirgues, o d'Alvèrnia (Síria, començament del s. V - Clarmont d'Alvèrnia, entre 474 i 481, o 480) fou un monjo sirià, establert a Alvèrnia. És venerat com a sant per diverses confessions cristianes.

## Biografia
Abraham nasqué a Síria, en una ciutat vora l'Eufrates. Durant una peregrinació a Egipte, fou fet presoner; després de cinc anys, marxà a Alvèrnia i s'establí a Arvernis (la futura Clarmont). En 473 hi fundà un monestir a prop de la basílica de Sant Quirze (Saint-Cyrges), on fou l'abat.
Va morint al voltant de l'any 479. Apol·linaris Sedoni, bisbe de Clermont va escriure un epitafi a la tomba de sant Abraham del qual vam aprendre alguns fets de la vida del sant.

## Veneració
El seu dia de festa se celebra el 15 de juny. També és un patró contra la febre. A l'alta edat mitjana era invocat en malalties dels ulls i com a patró d'hostes i fondaires.